# Мамохато Беринг Сиисо
Королева Мамохато (28 апреля 1941 — 6 сентября 2003) — королева-регент Лесото, три раза исполнявшая обязанности регента (в 1970, 1990 и 1996 годах), жена Мошвешве II, мать короля Летсие III.    

## Биография
Мамохато была младшим ребёнком в семье Леротоли Мохелы (1895 — 1961 гг.) — вождя Цахоло. 
Принцесса училась в бат-колледже домоводства в британском городе Бат. 
В 1962 году она вышла замуж за Мошвешве II — короля Лесото. Во времена своего правления Мамохато помогла улучшить образование детей в Лесото. 
С 1996 по 2003 год Мамохато была королевой-матерью Лесото. 
Мамохато скончалась 6 сентября 2003 года от сердечной недостаточности в организме. Мамохато осталась известна как «Мать нации».

## Память
В честь королевы Мамохато был назван «Мемориальный госпиталь Мамохато» — больница в Лесото.